# Sofia, Duquesa de Hohenberg

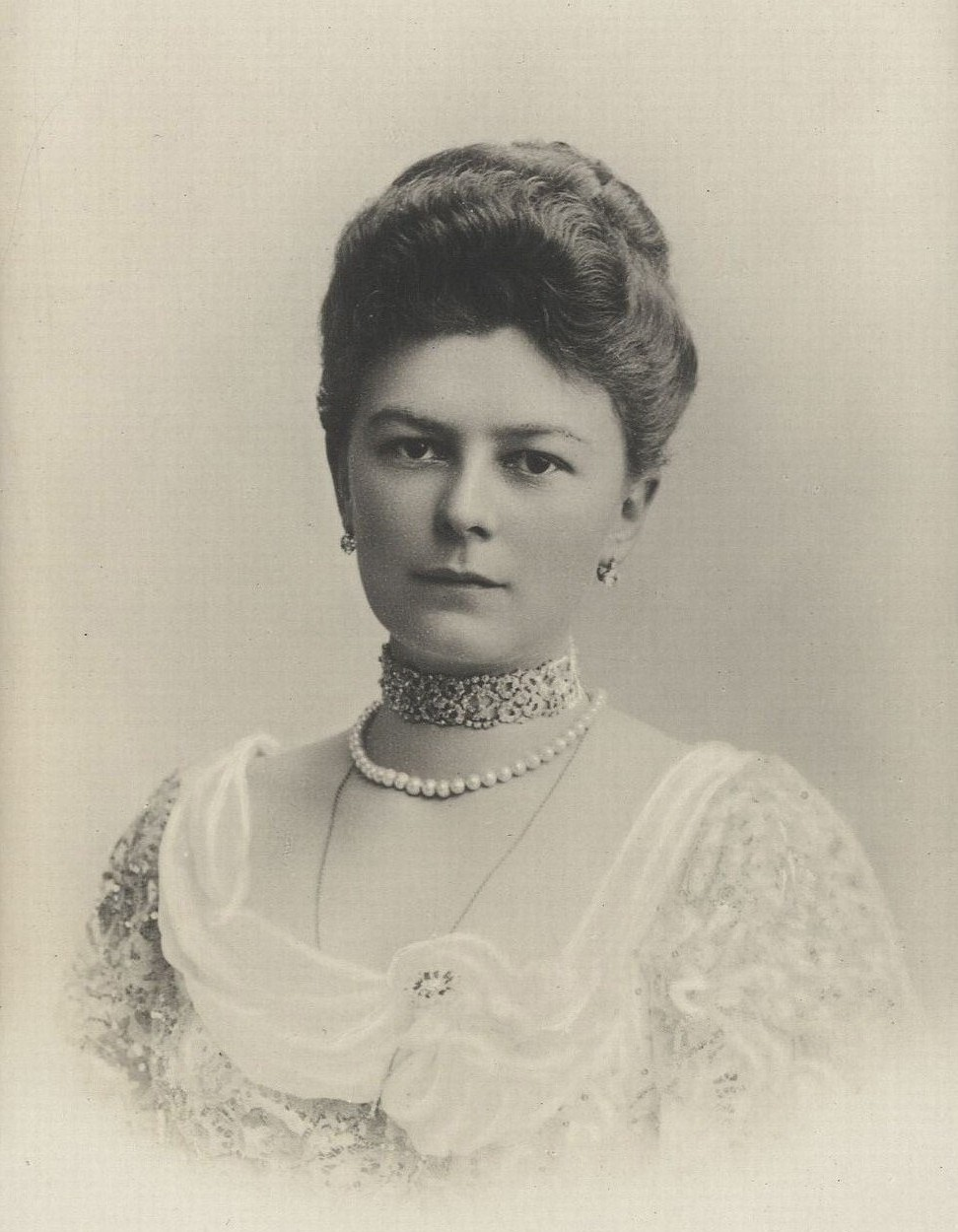
Sofia Chotek, Duquesa de Hohenberg, num postal da época.

Sofia Maria Josefina Albina de Chotek, Condessa de Chotkov e Wognin (em checo: Žofie Marie Josefína Albína hraběnka Chotková z Chotkova a Vojnína; em alemão: Sophie Maria Josephine Albina Gräfin Chotek von Chotkow und Wognin) (Estugarda, 1 de março de 1868  – Sarajevo, 28 de junho de 1914) foi a esposa do arquiduque da Áustria, Francisco Ferdinando, herdeiro do trono do Áustria-Hungria.

## Biografia
Nascida em Estugarda, Sofia pertencia a uma aristocrática e proeminente família da Boêmia. Ela foi a quarta filha do conde Bohuslaw Chotek von Chotkow und Wognin e da condessa Wilhelmine Kinsky von Wchinitz und Tettau.
Quando jovem, tornou-se dama de companhia da princesa Isabel de Croÿ, esposa do arquiduque Frederico, Duque de Teschen — de um ramo cadete da Casa de Habsburgo na Boêmia.

## Casamento

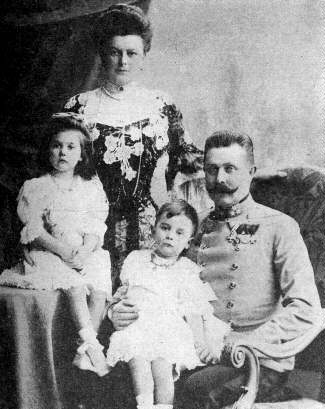
A duquesa com seu marido, o arquiduque Francisco Ferdinando, e seus filhos Sofia e Maximiliano, em 1904.

Em 1894, num baile em Praga, Sofia conheceu o arquiduque Francisco Ferdinando da Áustria-Hungria, herdeiro do trono austro-húngaro. Como a condessa era dama de companhia da princesa Isabel de Croÿ, Francisco Ferdinando passou a visitar com frequência seu primo Frederico no Castelo Halbturn, em Pressburg, levando os duques de Teschen a acreditar que ele estivesse apaixonado por sua filha mais velha, a arquiduquesa Maria Cristina. Enquanto isso, o príncipe-herdeiro adoeceu de tuberculose e, durante sua convalescença na ilha de Lošinj no Adriático, recebia cartas da condessa. Eles teriam mantido sua relação em segredo por mais de dois anos. Quando Isabel descobriu a ligação entre o arquiduque e Sofia, seguiu-se um escândalo familiar pois, para desposá-lo, era exigido que a pretendente pertencesse à realeza e, embora tivessem entre seus antepassados membros da linha feminina dos príncipes de Baden, Hohenzollern-Hechingen e Liechtenstein, os Chotek não satisfaziam esta exigência básica. A condessa também descendia diretamente de Alberto IV, conde de Habsburgo, e de Isabel de Habsburgo, irmã do primeiro rei alemão da Casa de Habsburgo, Rodolfo I da Germânia, (ancestral de Francisco Ferdinando).
A paixão de Francisco Ferdinando por Sofia criou um grande impasse: por um lado, o imperador não autorizava seu casamento com a nobre, por outro, o arquiduque recusava-se a casar com qualquer outra mulher. O Papa Leão XIII, o czar Nicolau II da Rússia, e o kaiser Guilherme II da Alemanha fizeram representações em seu favor junto a Francisco José I, argumentando que a discordância entre tio e sobrinho estava a minar a estabilidade da monarquia.
Finalmente, em 1899, o imperador Francisco José autorizou que o casamento se realizasse, mas impôs pesadas condições: a união seria morganática e seus descendentes não teriam direito de sucessão ao trono; Sofia não teria direito ao status, títulos, precedências ou privilégios dos quais Francisco Ferdinando gozava; também não poderia aparecer em público ao lado do marido, andar na carruagem imperial ou sentar-se no camarote imperial. Assim, em 28 de junho de 1900, no Palácio Imperial de Hofburg, perante o imperador e todos os arquiduques, ministros e dignitários da corte, o arcebispo de Viena e o primaz da Hungria, Francisco Ferdinando assinou um documento oficial no qual declarava publicamente que Sofia, como sua esposa morganática, jamais ostentaria os títulos de imperatriz, rainha ou arquiduquesa e que seus descendentes jamais receberiam qualquer direito dinástico ou privilégios imperiais em nenhum dos domínios Habsburgo.
O casamento foi celebrado em 1 de julho de 1900, em Reichstadt, na Boêmia. Francisco José não participou da cerimônia, nem qualquer arquiduque (incluindo os irmãos do noivo). Os únicos membros da família imperial presentes eram a madrasta de Francisco Ferdinando, a princesa Maria Teresa de Bragança, e suas duas filhas. Após o casamento, Sofia recebeu o título de "Princesa de Hohenberg" (Fürstin von Hohenberg), com o tratamento de "Alteza Sereníssima" (Ihre Durchlaucht). Em 1909, ela recebeu o título superior de "Duquesa de Hohenberg" (Herzogin von Hohenberg), com o tratamento de "Alteza" (Ihre Hoheit). Embora o último título tenha elevado consideravelmente sua situação na corte, ela ainda tinha que render precedência a todas as arquiduquesas. Sempre que o casal reunia-se a outros membros da realeza, Sofia era preterida em virtude de sua posição e obrigada a ficar separada do marido.

## Assassinato

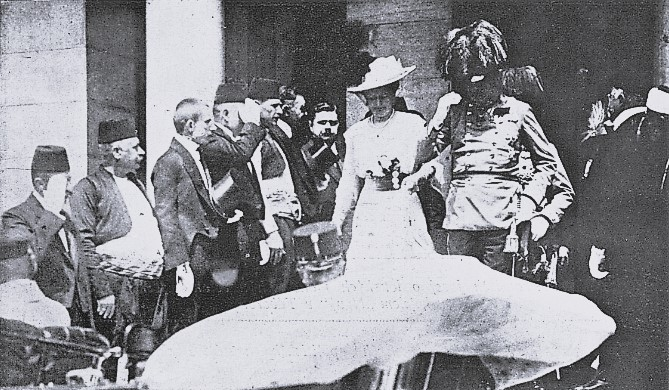
Sofia e Francisco Ferdinando saindo da Câmara Municipal de Sarajevo para entrar no carro, poucos minutos antes do assassinato.

Em 28 de junho de 1914, um domingo, por volta de 10h45, Sofia e Francisco Ferdinando foram assassinados em Sarajevo, capital da província austro-húngara da Bósnia e Herzegovina, por Gavrilo Princip, à época com apenas 19 anos, membro da Jovem Bósnia e do grupo terrorista Mão Negra. O evento foi um dos fatores que desencadearam a Primeira Guerra Mundial.
O casal já havia sido atacado um pouco antes, a caminho da Câmara Municipal de Sarajevo, quando uma granada foi atirada contra o seu carro, tendo balançado na capota dobrada deste e explodido no carro de trás. Chegados à Câmara Municipal para serem recebidos pelo Presidente da Câmara, Ferdinando, transtornado, protestou: "Senhor Presidente, vim aqui de visita e sou recebido com bombas. É ultrajante." Alterando o plano da visita, o casal decidiu visitar o hospital onde os feridos no atentado estavam sendo atendidos. Durante a viagem, seu motorista enganou-se no caminho e, ao entrar em uma rua secundária, os ocupantes foram avistados por Princip. Quando o motorista fazia uma manobra de marcha-atrás, o jovem aproximou-se e disparou contra eles à queima-roupa, atingindo Francisco Ferdinando na jugular e Sofia no abdome. Conforme relatado pelo Conde Harrach, as últimas palavras do arquiduque foram "Sofia, Sofia! Não morra! Viva pelos nossos filhos!" seguidas por seis ou sete declarações de "Não é nada", em resposta à pergunta de Harrach sobre o ferimento que tinha sofrido. Essas declarações foram seguidas por um som violento e sufocado causado pela hemorragia. Sofia morreu a caminho da residência do Governador para receberem assistência médica. Ferdinando morreu 10 minutos depois.
Princip utilizou-se de uma pistola FN Model 1910, calibre .380, de fabricação belga, para cometer os assassinatos.
Um relato detalhado do atentado foi descrito por Joachim Remak no livro Sarajevo:
"Uma bala perfurou o pescoço de Francisco Ferdinando, enquanto a outra perfurou o abdome de Sofia (…) Como o carro estava manobrando (para retornar à residência do governador), um filete de sangue escorreu da boca do arquiduque sobre a face direita do Conde Harrach (que estava no estribo do carro). Harrach usou um lenço para tentar conter o sangue. Vendo isso, a duquesa exclamou: "Pelo amor de Deus, o que aconteceu com você?" e afundou-se no assento, caindo com o rosto entre os joelhos de seu marido."
"Harrach e Potiorek (…) acharam que ela havia desmaiado (…) só o marido parecia ter ideia do que estava acontecendo. Virando-se para a esposa, apesar da bala em seu pescoço, Francisco Ferdinando implorou: "Sopherl! Sopherl! Sterbe nicht! Bleibe am Leben für unsere Kinder!" ("Querida Sofia! Não morra! Fique viva para os nossos filhos!!!"). Dito isto, ele curvou-se para a frente. Seu chapéu de plumas (…) caiu e muitas de suas penas verdes foram encontradas em todo o assoalho do carro. O conde Harrach puxou o colarinho do uniforme do arquiduque para segurá-lo. Ele perguntou: "Leiden Eure Kaiserliche Hoheit sehr?" ("Vossa Alteza Imperial está se sentindo muito mal?") "Es ist nichts…" ("Não é nada…"), disse o arquiduque com voz fraca, mas audível. Ele parecia estar a perder a consciência durante seus últimos minutos mas, com voz crescente embora fraca, repetiu esta frase, talvez, seis ou sete vezes mais."
"Um ronco começou a brotar de sua garganta, diminuindo quando o carro parou em frente ao Konak bersibin (Câmara Municipal). Apesar dos esforços médicos, o arquiduque morreu pouco depois de ser levado para dentro do prédio, enquanto sua amada esposa morreu de hemorragia interna antes da comitiva chegar ao Konak."
Os assassinatos, juntamente com a corrida armamentista, o imperialismo, o nacionalismo, o militarismo e o sistema de alianças contribuíram para eclosão da Primeira Guerra Mundial, que começou menos de dois meses após a morte de Francisco Ferdinando, com a declaração de guerra da Áustria-Hungria à Sérvia. O assassinato do arquiduque é considerado a causa mais imediata da Primeira Guerra Mundial.
Os assassinatos, juntamente com a corrida armamentista, o imperialismo, o nacionalismo, o militarismo e o sistema de alianças contribuíram para eclosão da Primeira Guerra Mundial, que começou menos de dois meses após a morte de Francisco Ferdinando, com a declaração de guerra da Áustria-Hungria à Sérvia. O assassinato do arquiduque é considerado a causa mais imediata da Primeira Guerra Mundial.

### Funerais
Após o embalsamamento, os corpos de Francisco Ferdinando e de sua esposa permaneceram na Konak bersibin de Sarajevo até serem embarcados num vagão funerário, na noite de 29 de julho. O arquiduque recebeu honras militares em todas as estações por onde o trem passou, sendo transferido para o SMS Viribus Unitis na costa do Adriático. O navio foi escoltado por outros cruzadores, destroieres, iates civis, barcos de pesca e até mesmo por balsas, aportando em Trieste na noite de 1 de julho, onde os caixões foram transferidos para um trem especial com destino a Viena.

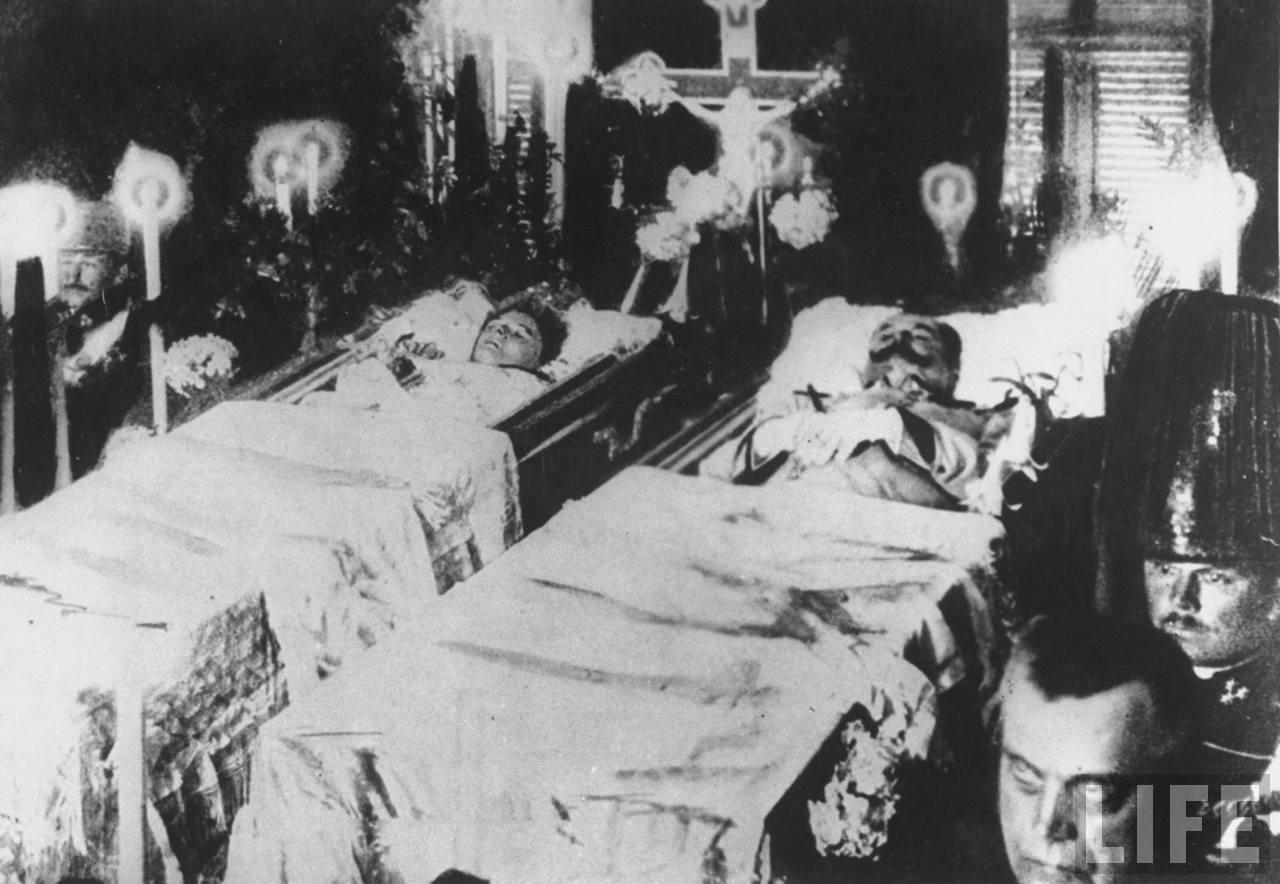
Velório de Francisco Fernando e Sofia, em Viena.

Em virtude de seu casamento morganático com Sofia, Francisco Fernando não recebeu em solo austríaco nenhuma das pompas reservadas aos arquiduques mortos nem os privilégios fúnebres reservados aos herdeiros do trono. Alguns historiadores afirmam que os atrasos ocorridos no trajeto a Viena foram deliberadamente ordenados pelo príncipe Alfredo de Montenuovo, Obersthofmeister do imperador Francisco José, para que a chegada do féretro à capital ocorresse tarde da noite e, assim, não fosse visto pelo público. Com exceção do arquiduque Carlos, novo príncipe-herdeiro e futuro Carlos I, nenhum outro membro da família imperial compareceu à estação para recepcionar os caixões de Francisco Fernando e Sofia. Aos chefes de estado que manifestaram desejo de comparecer aos funerais, o príncipe de Montenuovo aconselhou gentilmente que enviassem apenas seus representantes diplomáticos para "evitar agravar o delicado estado de saúde de Sua Majestade com as exigências do protocolo."
Às 8 horas da manhã seguinte, as portas da capela do Palácio de Hofburg foram abertas para que o povo pudesse prestar homenagens ao arquiduque. Por uma concessão especial do imperador, o caixão de Sofia pôde ser colocado ao lado do caixão do marido. Entretanto, a urna de Francisco Fernando, maior e mais ornamentada, foi instalada numa altura 20 cm superior à urna da consorte e, enquanto o corpo do ex-herdeiro portava todas as sua condecorações, a espada cerimonial e a coroa arquiducal; o corpo de sua "esposa morganática" portava apenas um par de luvas brancas e um leque negro — símbolos das damas-de-companhia da corte.
Como Sofia não poderia ser sepultada na Cripta Imperial de Viena, Francisco Fernando manifestou em vida o desejo de ser sepultado na cripta do Castelo de Artstetten, em Klein-Pöchlarn. Após apenas 15 minutos de ritos fúnebres, os caixões foram recolhidos e só puderam deixar Viena em carros funerários da prefeitura, no início da madrugada, sendo embarcados em trem comum, sem honras ou escolta. Finalmente, à 1 hora da manhã de 4 de julho de 1914, os corpos do arquiduque e da duquesa foram sepultados no Castelo de Artstetten.

## Descendência
| Nome                     | Nascimento | Morte | Notas                                                                |
| ------------------------ | ---------- | ----- | -------------------------------------------------------------------- |
| Sofia de Hohenberg       | 1901       | 1990  | Casada com o conde Frederico de Nostitz-Rieneck.                     |
| Maximiliano de Hohenberg | 1902       | 1962  | Casado com a condessa Elisabeth von Waldburg zu Wolfegg und Waldsee. |
| Ernesto de Hohenberg     | 1904       | 1954  | Casado com Marie-Therese Wood.                                       |